# 요정 컴미
《요정 컴미》는 2000년 3월 6일부터 2002년 2월 15일까지 방송되었던 전설적인 어린이 드라마이다.
본래는 6개월 동안만 방영될 예정이었지만, 매우 높은 시청률과 인기를 기록하면서 회차가 478화까지 대폭 늘어나면서 2년 동안 방송하였다. 주 시청층인 어린이와 청소년은 물론 많은 어른들한테도 인기를 끌면서 인기와 시청률이 매우 높았다. 그리고 2001년에 '수호천사'라는 제목의 어린이 드라마가 나올 예정이었으나 취소되었고, 그로 인해 회차가 478화까지 늘어났다. 후속작 매직키드 마수리와 함께 어린이 드라마의 리즈 시절을 기록한 작품이다. 2000년대 VOD 서비스를 제공한 적은 있으나 겨우 내용 파악만 가능한 저화질로 서비스했고, 세월이 지나면서 다시보기 서비스도 중지했다. 어린이 드라마의 원조 작품이며 이 뒷 작품도 컴미 못지않게 엄청난 인기를 누렸다.

## 줄거리
원래 컴미는 슈퍼컴이란 나라에 살고 있던 공주였다. 어느 날 그녀가 살고 있던 나라가 버그들에 의해 침공당하면서 엉망이 되었고, 그녀는 컴퓨터 밖 현실 세계로 오게 되었다. 그 곳에서 명태라는 아이를 만나게 되면서 동거하게 되었다. 하지만 대장버그와 쫄병버그가 그녀를 잡기 위해 현실 세계로 찾아온다.

## 등장 인물
- 전성초 - 슈퍼 컴미(Super Commi) 역

슈퍼컴나라 공주이자 라라 사타린 데빌룩. 버그들과 싸울 때 장풍을 쓰기도 하고 사이버넷도 쓰기도 하고 방귀 공격도 하고 꿀물로도 버그들을 무찌른다. 버그들에게 공격당하면서 쫓기게 되고, 그때 명태를 만나게 되고 어느 날 컴퓨터 세계에서 오명태의 컴퓨터 앞에 나타난다. 명태 가족들과 동거를 하며 지낸다. 특이한 복장으로 경악하게 만들기도 하지만 중반 이후부터는 보통 여자아이들처럼 깔끔해진다. 초반에는 안경을 쓰고 나오지만 후반에는 안경을 착용하지 않고 나온다. 후반 명태 할아버지가 대왕버그로부터 공격당하고 자신의 정체를 명태 가족과 친구들, 그리고 주변사람들에게 밝힌다. 477화에서 대왕 버그에게 납치된 후, 대왕 버그와 누나 버그에 의해 버그로 개조되어 명태 일행을 공격하지만, 명태의 사이버넷이 컴미를 구원해내고 마침내 사령관 버그와의 합동공격으로 대왕버그와 누나버그를 무찌른다. 컴미는 버그와의 전쟁이 끝난 후 슈퍼컴나라로 돌아가는데, 컴미가 기억를 지워서 컴미가 다시 학교에 나타났을 때 아무도 컴미를 알아보지 못하게 되는 비정하게 끝맺음을 짓는 요소가 있어서 마지막까지 시청자에게 강한 인상을 남겼다.
- 김성민 - 오명태 역

슈퍼컴나라 공주 컴미를 자신의 노트북에서 보게 된다. 유우키 리토 포지션이며 찌질하고 공부도 못해서 형이랑 매일 비교당하며 산다. 근데 작품이 진행될 수록 비현실적인 일을 겪었으니 확실히 멘탈갑은 맞다.
- 양택조 - 오창학 역

명석과 명태의 할아버지. 유모버그가 오창학을 좋아한다.
- 장근석 - 오명석 역

명태의 형. 중학생이며, 말썽꾼에 공부도 못하는 동생과 180도 대조적으로 올바른 성격에 공부도 잘 한다. 동생 명태를 뻑하면 갈군다.
- 김창완 - 오정근 역

명석과 명태의 아빠. 직업은 레코드 가게 사장이며, 가수를 꿈꾸고 있다. 운영하던 집이 망해서 집이 아닌 곳에서 사는 에피소드가 있었다.
- 권기선 - 조미숙 역

명석과 명태의 엄마.
- 서지희 - 소옥경 역

명태의 친구. 컴미하고도 절친이고, 컴미와 자주 쇼핑도 하면서 지낸다. 중반에 미국으로 유학가게 되면서 작품에서 하차했다.
- 김주연 - 메어리 역

미국에 간 옥경이 대신 대한민국으로 오게 된 수자의 조카. 처음엔 컴미와 잦은 마찰로 다투기도 하지만 점차 친해졌다. 강돌이를 짝사랑하지만, 강돌이가 컴미를 좋아하자 약간 질투를 느끼기도 한다.
- 故 한경선 - 강수자 역

옥경의 엄마이자 메어리의 작은엄마. 명태 엄마 조미숙과 절친이다. 초반에는 약국을 운영하였지만, 중반 이후 약국을 정리하고 대신 도서대여점으로 바꿨다.
- 강보경 - 공주버그 김버숙 역

버그나라 공주. 컴미를 무지하게 괴롭힌다. 금빛 어둠 포지션이며 컴미를 없애기 위해 버그들을 대거 소환해서 인해전술로 컴미를 공격한다. 명석이가 교통사고가 날 뻔하자 구해주게 되고 자신의 정체는 알고 보니 가짜 공주버그였고, 대장 버그와 쫄병 버그는 대왕 버그로부터 버숙이가 사고로부터 명태 일행을 구해주게 되면서 착한 일을 하게 돼자 대왕마마버그가 저거는 복제품이라고 하자 쫄병 버그와 대왕 버그가 죽이려고 해서 컴미가 공격당해서 죽게 될 위기에 처하자 자신이 컴미 대신 공격받아 죽고 140화에서 자진해서 하차한다. 공주버그가 사망하고 140화부터 사령관 버그의 등장으로 스토리는 전환점을 맞는다.
- 이재포 - 대장버그 역

쫄병버그와 합심하며 매번 컴미를 매직모션으로 괴롭히는 게 일이다. 버숙이한테는 충성을 바치며, 컴미를 지키고 대신 매직모션 공격을 당해서 죽게 된 버숙이가 사망 과정에서 컴미를 도와주라는 유언을 남기고 숨졌고, 이후로는 컴미가 위기에 빠질 때마다 몰래 도와준다. 누나버그가 300화 정도에서 등장하자 쫄병버그와 같이 위기에 빠지게 되었고, 컴미 일행을 지키려다 쫄병버그와 함께 뒤지게 깨지고 버그 나라로 추방된다.
- 임종국 - 쫄병버그, 소령버그 역

대장버그의 부하. 초반엔 대장버그와 컴미를 괴롭히지만, 버숙이가 사망하자 대장버그와 함께 몰래 컴미를 도와준다. 대장버그가 버그 나라로 추방되는 과정에서 같이 추방되었다. 이후 쫄병버그 역의 임종국만 훗날 소령버그로 재등장하였지만, 작품 내내 멍청한 짓거리들만 자주 일삼다가 다시 버그 나라로 추방당했다. 참고로 대왕버그 임종국하고는 동명이인이다.
- 전원주 - 유모버그 역

강돌의 유모이자 엄마. 무식한 아줌마로, 옥경의 엄마가 일하는 약국에 와서 옥경의 엄마를 못살게 군다. 그리고 컴미를 괴롭히며 심지어 명태의 할아버지 오창학한테도 의도적으로 접근하였는데, 그 접근이 오히려 오창학을 짝사랑하게 되는 역효과로 이어졌다. 강돌이(사령관 버그) 한테는 존칭을 쓰는 등 무조건 강돌의 일이라면 적극적이자 지극정성이다. 마지막에 오창학이 대왕버그한테 공격을 당하고 쓰러지자 마음 아파하며 뺏은 컴미의 목걸이를 컴미에게 도로 돌려주고 대왕버그한테 심한 공격을 당한다. 그리고 자신의 피를 주며 짝사랑한 오창학을 살리는 대신에 자신은 숨을 거둔다.
- 곽정욱 - 사령관버그, 강돌이 역

중반에 등장. 버숙이를 대신해 파견된 버그이며, 컴미가 다니는 학교에 전학생으로 입학한다. 버그 왓치로 컴미를 괴롭히며, 겨울 방학 한정으로 버그 자객단을 만들어 최고 간부인 누나 버그까지 등장한다. 아동용 게임을 플레이하면 병이 나는 게임으로 만들어 엿 먹인 적이 있었으나, 사령관 버그가 명태의 백신 게임을 빼앗으러고 했지만, 명태가 오히려 가짜를 줘서 사령관 버그를 반대로 엿먹인 적도 있었다. 의도적으로 컴미를 괴롭히기 위해서 접근하였는데, 그것이 오히려 컴미를 좋아하게 된다. 메어리도 관심을 보이지만, 메어리에게는 별 관심이 없는 듯 하다. 대왕버그가 컴미와의 관계를 눈치챘는지 대왕버그에게 심하게 깨진다. 심지어 자신의 엄마 유모버그가 대왕버그에게 죽음을 당하자 대왕 버그를 배신하고 컴미의 편으로 돌아서면서 컴미와 합동해서 대왕버그를 물리쳤으며, 컴미가 슈퍼컴나라로 돌아가게 되자 유모버그의 뜻대로 자신은 명태네 식구들과 함께 살아간다.
- 김성은 - 최철호 역
- 이승훈 - 임순동 역
- 황동주 - 유한수 역

컴미와 명태의 담임선생님.
- 조혜영 - 오한나 역

명석과 명태의 고모
- 서춘화 - 누나버그 지화자 역

중반에 등장.버그 반지를 무기로 사용하여 컴미를 괴롭힌다. 대장버그와 쫄병버그를 대신해서 파견된 버그. 컴미를 괴롭히고 유모버그와 강돌이를 못마땅해 하며 대왕버그에게는 충실한 부하이다. 명태 아버지의 CD 매장에 일하는 화순에게 친구로 위장하여 접근하고, 강수자가 운영하는 도서대여점을 도와주면서 취직한다. 거기서 스파이 노릇을 한다. 그러면서도 강돌이의 담임선생님인 유한수를 짝사랑하게 된다. 마지막에 강돌이와 컴미를 없애기 위해 대왕버그와 작전을 세우지만 결국 강돌이와 컴미에게 죽음을 당한다. 나중에는 아예 대왕 버그에 의해 사령관 버그에까지 임명된다. 정작 나중에 컴미가 사이버넷을 내밀며 강하게 나옴과 함께 강돌이 역시 이들에게 강하게 대항하자 제대로 겁을 먹어 버리면서 대왕 버그한테 책임전가를 하는 무책임한 모습을 보였다.
- 임종국 : 대왕마마버그 역

버그나라의 대왕. 슈퍼컴나라를 멸망시키고 인간계도 멸망시킬 생각을 하고 있다. 컴미를 잡기 위해 계속에서 지구로 버그들을 보내나, 버그들이 전부 컴미랑 친해지거나 아니면 바보짓을 하거나 그런다. CG로만 나왔던 대왕마마버그가 마침내 소령 버그의 몸을 빌려 인간 세계에 나타났다. 명태의 할아버지를 공격하고 사령관 버그가 컴미를 좋아한다는 사실을 안 후 사령관 버그를 공격해서 죽이려고 했는데 그를 유모버그가 지키려다가 오히려 유모버그를 죽이고, 마지막에 강돌이와 컴미의 합동공격으로 죽는다. 쫄병버그가 버그나라로 사라지고 난 뒤 얼마 후 죽었다는 연락이 대왕 버그 로부터 사령관 버그가 컴미에게 전달했는데, 사실은 대왕 버그가 쫄병 버그의 몸을 빌려 인간의 모습으로 환생한 것이었다. 마지막화에서는 컴미를 납치하여 버그로 개조하지만, 명태의 사이버넷이 버그가 되어 명태 일행을 공격하는 컴미를 구원해 낸다.
- 이계인 - 대대장버그 역

매드 사이언티스트. 쫄병버그와 대장버그가 항상 명태와 컴미 사이를 갈라놓으려는 임무를 실패하자, 본인이 바보 상자 작전으로 직접 명태 집의 TV로 순간이동하여 컴미를 버그 나라로 끌고 왔으나, 컴미가 오정근과 오창학의 도움으로 버그나라에서 탈출한다. 결국 컴미의 사이버넷 공격을 받고 최후를 맞는다.
- 박영희 - 나은심 역

명태의 아버지가 일하는 CD 매장의 직원. 명태와 컴미, 그리고 친구들에게 잘해준다. 명태와 컴미의 담임선생님인 유한수를 짝사랑한 적도 있으며, 중도에 부모님의 건강이 좋지 않자 CD 매장을 그만두고 부모님이 계신 고향으로 내려가게 되면서 작품에서 하차했다.
- 원재영 - 이화순 역

개인사정으로 아르바이트를 그만둔 나은심을 대신해 명태의 아버지가 운영하는 CD 매장에 새로 들어온 직원. 일을 적극적으로 열심히 하며, 명태와 컴미를 친동생처럼 잘해준다. 후에 명태와 컴미의 담임선생님인 유한수와 연인관계로 발전한다.
- 이원용 : 슈퍼컴나라 신박사 역

투러브트러블 저스틴 포지션. UFO의 공격을 받고 다친 오창학과 사령관 버그를 치료해준다. 컴미가 갑자기 어른이 되었다는 사실을 알게 된 그는, 컴미가 버그의 약에 당해서 그렇게 된 걸 알고 바나나를 독립군을 통하여 컴미에게 전달해준다. 정작 본인은 버그들에게 끌려다니며 고문을 당하는 인생을 산다.
- 김지영 : 최철호의 할머니 역
- 김서형 : 학교 보건선생님